# 胡安·拉斐爾·富恩特斯
胡安·拉斐爾·富恩特斯（西班牙語：Juan Rafael Fuentes；1990年1月5日—）是一位西班牙足球運動員。在場上的位置是左後衛。現效力於英冠諾定咸森林。
2013年6約19日富恩特斯加盟愛斯賓奴，並簽約4年。
2016年8月11日轉投奧沙辛拿，隨著球隊2016–17賽季西班牙足球甲組聯賽後降級，他終止了合同
。
離開球會6個月後，在2018年2月8日加盟由同鄉艾托·卡蘭卡執教的諾定咸森林，惟在英格蘭足球冠軍聯賽只出場一次。